# Veronica Escobar
Veronica Escobar (El Paso, 15 de setembro de 1969) é uma política norte-americana que atua como representante dos EUA pelo 16.º distrito do Texas desde 2019. Como membro do Partido Democrata, atuou como Comissária do Condado de El Paso de 2007 a 2011 e Juíza do Condado de El Paso de 2011 até 2017.

## Infância e educação
Escobar é natural de El Paso, Texas, onde nasceu em 1969. Ela cresceu perto da fazenda de gado leiteiro de sua família com seus pais e quatro irmãos. Escobar frequentou a Loretto Academy e a Burges High School, antes de obter seu diploma de bacharel na Universidade do Texas em El Paso (UTEP) e seu mestrado na Universidade de Nova Iorque.

## Vida pessoal
Escobar e seu marido, Michael Pleters, têm dois filhos.

## Início da carreira política
Escobar trabalhou como executiva sem fins lucrativos e como diretora de comunicações de Raymond Caballero quando ele era prefeito de El Paso. Quando Caballero não conseguiu ser reeleito, Escobar - junto com Susie Byrd, o advogado Steve Ortega e o empresário Beto O'Rourke — consideraram entrar no serviço público; eles começaram a discutir estratégias de base com os objetivos de melhorar o planejamento urbano, criando uma economia mais diversificada, com empregos mais qualificados, além de acabar com a corrupção sistêmica entre a liderança da cidade.
Escobar foi eleita como Comissário do Condado de El Paso em 2006 e como Juíza do Condado de El Paso em 2010. O'Rourke, Byrd e Ortega também concorreram ao cargo e venceram; eles passaram a ser coletivamente referidos como "Os Progressistas". Ela também ensinou literatura inglesa e chicana na UTEP e El Paso Community College.